# Boorowa Council
Koordinaten: 34° 26′ S, 148° 43′ O

Boorowa Council war ein lokales Verwaltungsgebiet (LGA) im australischen Bundesstaat New South Wales. Das Gebiet war 2.579 km² groß und hatte etwa 2.400 Einwohner. 2016 ging es im neu geschaffenen Hilltops Council auf.
Boorowa lag im Norden der South-Eastern-Region des Staates etwa 320 km westlich der Metropole Sydney und 115 km nördlich der Landeshauptstadt Canberra. Das Gebiet umfasste 27 Ortsteile und Ortschaften: Aubyn Vale, Bennett Springs, Boorowa, Boorowa East, Breakfast Creek, Frogmore, Goba Creek, Godfreys Creek, Graham, Gunnary, Hovells Creek, Kember, Kennys Creek, Kenyu, Mount Collins, Narrallen, Phils Creek, Prossers, Pudman, Pudman Creek, Reids Flat, Rugby, Rye Park, Suffolk Vale, Taylors Flat und Teile von Wyangala und Wyangala Dam. Der Verwaltungssitz des Councils befand sich in der Ortschaft Boorowa im Südosten der LGA, wo zuletzt etwa 1.200 Einwohner lebten.

## Verwaltung
Der Council von Boorowa hatte neun Mitglieder, die von allen Bewohnern der LGA gewählt wurden. Boorowa war nicht in Bezirke untergliedert. Aus dem Kreis der Councillor rekrutierte sich auch der Mayor (Bürgermeister) des Councils.